# Прогресс МС-28
«Прогресс МС-28» (№ 458) — космический транспортный грузовой корабль серии «Прогресс», запуск которого состоялся 15 августа 2024 года в 06:20 мск с помощью ракеты-носителя «Союз-2.1а» со стартового комплекса «Восток» (Площадка 31) космодрома Байконур по программе 89-й миссии снабжения Международной космической станции. Это 181-й полёт космического корабля серии «Прогресс» (из них 92 — к МКС).

## Подготовка к запуску
Запуск грузового корабля «Прогресс МС-28» был запланирован на 15 августа 2024 года с космодрома Байконур для доставки на МКС запаса топлива и газов, различного оборудования и грузов, питания и санитарно-гигиенических материалов для членов российских экипажей МКС-72 и МКС-73.
24 ноября 2023 года, после проведения в РКК «Энергия» заводских контрольных испытаний бортовых систем, служебного оборудования и аппаратуры ТГК «Прогресс МС-28» был отправлен железнодорожным транспортом на космодром Байконур.
29 ноября 2023 года корабль был доставлен на технический комплекс космодрома Байконур в монтажно-испытательный корпус (МИК) 254-й площадки для проведения штатной подготовки в соответствии с программой полёта Международной космической станции. После осмотра ТГК был переведён в режим хранения до начала непосредственной подготовки к запуску.
1 июля 2024 года корабль был доставлен в безэховую камеру МИК площадки 254 для проведения автономных электроиспытаний, проверки функционирования бортовой радиотехнической аппаратуры системы сближения и стыковки. С 5 по 10 июля корабль прошёл вакуумные испытания и испытан на герметичность. 26 июля проверены солнечные батареи корабля — секции фотоэлементов были развернуты и облучены мощными светильниками для контроля эффективности преобразования световой энергии в электрическую. С 4 по 6 августа проведена заправка компонентами топлива и сжатыми газами грузового корабля. 8 августа корабль был состыкован с переходным отсеком, а 9 августа проведена накатка на корабль головного обтекателя. 
11 августа проведена общая сборка ракеты космического назначения «Союз-2.1а» с грузовым кораблём «Прогресс МС-28». На ракету-носитель нанесены изображения, посвящённые 245-летию Московского государственного университета геодезии и картографии и Международному чемпионату по битве роботов. 12 августа ракета космического назначения «Союз-2.1а» транспортирована на стартовый комплекс 31-й площадки космодрома Байконур и установлена в вертикальное положение, специалисты предприятий Госкорпорации «Роскосмос» продолжили её подготовку к пуску.

## Полёт
15 августа 2024 года в 06:20:18,472 по московскому времени со стартового комплекса 31-й площадки космодрома Байконур проведён пуск ракеты-носителя «Союз-2.1а» с грузовым кораблём «Прогресс МС-28». Выведение корабля на заданную орбиту, его отделение от третьей ступени ракеты, раскрытие антенн и панелей солнечных батарей корабля прошли в штатном режиме.
17 августа 2024 года в 08:53 мск грузовой корабль «Прогресс МС-28» в автоматическом режиме причалил к служебному модулю «Звезда» российского сегмента Международной космической станции.
28 августа «Прогресс МС-28» скорректировал орбиту МКС для обеспечения запуска пилотируемого корабля «Союз МС-26» и приземления «Союза МС-25», запланированных в сентябре 2024 года. 4 октября 2024 года грузовик скорректировал орбиту МКС, средняя высота орбиты станции повысилась на 2,9 км и составила 419 км. 13 октября 2024 года корабль перед прибытием ТГК «Прогресс МС-29» увеличил орбиту станции на 4,9 км до 417,23 км. 19 и 25 ноября 2024 года корабль скорректировал орбиту МКС из-за угрозы столкновения с космическим мусором. 22 декабря 2024, 11 января, 1 и 20 февраля 2025 года корабль скорректировал орбиту МКС для обеспечения запуска пилотируемого корабля «Союз МС-27» и приземления ТПК «Союз МС-26». 17 февраля «Прогресс МС-28» дозаправил МКС топливом.
25 февраля в 23:17:33 мск грузовой корабль «Прогресс МС-28» отчалил от модуля «Звезда», 26 февраля в 02:25 мск были включены двигатели на торможение и корабль вошёл в плотные слои атмосферы и затем разрушился. По данным Центра управления полётами, несгоревшие элементы конструкции корабля упали в несудоходном районе южной части Тихого океана.

## Груз
Масса доставляемого груза составила 2621 кг, включая:
- 950 кг топлива для дозаправки станции,
- 420 кг питьевой воды,
- 50 кг сжатого азота для пополнения атмосферы МКС,
- 1201 кг аппаратуры и оборудования для систем станции, укладок для научных экспериментов, одежды, питания, медицинских и санитарно-гигиенических средств для экипажа 71-й длительной экспедиции[8].

Среди грузов — рентгеновский спектрометр СПИН-X1-МВН, созданный в Институте космических исследований Российской академии наук в рамках эксперимента «Монитор всего неба» для проведения периодического обзора небесной сферы в рентгеновском диапазоне длин. Для проведения новых научных экспериментов «Форсированный выдох» (оценка вентиляторной функции лёгких в длительном космическом полёте) и «Эндотелий» (исследование роли геомагнитосферы Земли в патогенезе сердечно-сосудистых заболеваний) отправляются, соответственно, акустический датчик регистрации шумов форсированного выдоха у космонавтов и комплекс измерения скорости пульсовой волны и оценки эндотелиальной функции у космонавтов. Также в корабле находятся укладки для экспериментов «Асептик», «Биодеградация», «Виртуал», «Выносливость», «Лазма», «Нейроиммунитет» и «Фотобиореактор».